# Нафтифін
Нафтифін — синтетичний протигрибковий препарат, що належить до групи аліламінів для місцевого застосування.

## Фармакологічні властивості
Нафтифін — синтетичний протигрибковий препарат, що належить до групи аліламінів широкого спектра дії. Препарат має як фунгіцидну дію, так і фунгістатичну, що залежить від виду збудника та концентрації препарату. Механізм дії нафтифіну полягає у інгібуванні синтезу стеролів у клітинах грибків шляхом інгібування ферменту скваленепоксидази, що приводить до пошкодження клітинних мембран грибків. До препарату чутливі грибки Candida spp.; Cryptococcus neoformans; Microsporum spp.; Trichophyton spp.; Blastomyces dermatitides; Pityrosporum orbiculare; Histoplasma capsulatum; Aspergillus spp. У зв'язку з особливостями фармакодинаміки клінічне значення має активність тільки до збудників дерматомікозів.

### Фармакодинаміка
Нафтифін практично не всмоктується всередину зі шкіри, системна абсорбція препарату складає 4-6%. Нафтифін накопичується в роговому шарі шкіри і створює там високі концентрації. Немає даних за проникнення препарату через плацентарний бар'єр та в грудне молоко. Препарат метаболізується в печінці, виводиться з організму з сечею і калом. Період напіввиведення нафтифіну складає 2-3 доби, немає даних за збільшення цього часу в хворих з печінковою та нирковою недостатністю.

## Показання до застосування
Нафтифін застосовується при оніхомікозі, грибкових інфекціях шкіри (тулуба, стоп, кистей, гомілок), висівковидному лишаї, мікозах шкіри з вторинною бактеріальною інфекцією, а також кандидозі шкіри та зовнішнього слухового проходу.

## Побічна дія
При застосуванні нафтифіну у поодиноких випадках спостерігається сухість шкіри, почервоніння, свербіж та подразнення шкіри.

## Протипокази
Нафтифін протипоказаний при підвищеній чутливості до алліламінів. З обережністю застосовують препарат при вагітності та годуванні грудьми. Немає досвіду застосування нафтифіну в дітей.

## Форми випуску
Нафтифін випускається у вигляді 1% крему для зовнішнього застосування по 15 г., 1% розчину для зовнішнього застосування по 8 мл. та 10 мл. а також 1% спрей для зовнішнього застосування по 8 мл.